# 아르투크 왕조

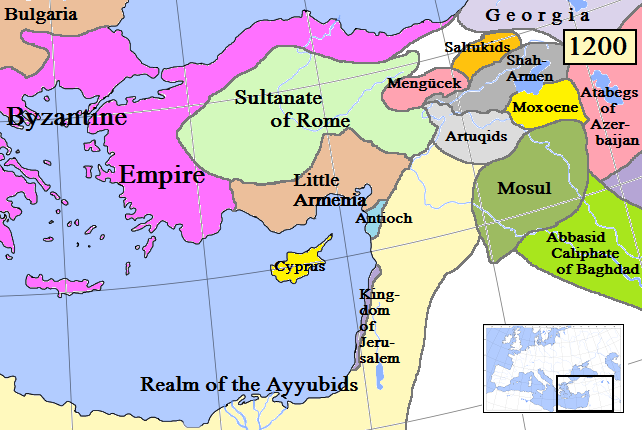
1200년 경 아르투크 왕조(회색)와 주변 아나톨리아 국가들

아르투크 왕조(Artuklu Beyliği)는 11~13세기에 아나톨리아 동부, 시리아 북부, 이라크 북부를 통치했던 투르크멘족 왕조이다. 아르투크 왕조는 설립자 아르투크 베이의 이름에서 기원한다.
아르투크의 아들들과 후손들이 이 지역을 3갈래로 나누어 통치했다. 쇠크멘의 후손들은 1102년부터 1231년 사이 하산케이프 주변 지역을 통치했고 일가지의 후손들은 1106년부터 1186년 사이 마르딘과 마야파리킨 지역, 1117년부터 1128년 사이 알레포를 지배했다.